# 尾辻秀久
尾辻秀久（日语：／ Otsuji Hidehisa，1940年10月2日—）是一名日本政治人物，自2022年8月起擔任參議院議長。他是自由民主黨員，自1989年以來一直擔任參議院議員，2010年至2012年擔任參議院副議長，2004年至2005年擔任厚生勞動大臣。

## 早期生活和教育
尾辻秀久於1940年10月2日出生在鹿兒島縣鹿兒島市。太平洋戰爭期間，他的父親尾辻秀一是大日本帝國海軍少校，也是夕霧號驅逐艦的艦長。1943年，尾辻秀一在聖喬治角海戰中隨艦沉沒。
尾辻秀久曾短暫就讀於防衛大學校，但在1961年他們的母親去世後，他為了撫養妹妹而輟學。後來他進入著名的東京大學就度，但再次被退學。
根據他自己的說法，尾辻秀久對大學教育很不滿意。在回顧他作為老年政治家的青年時代時，他注意到當時的社會動盪和岸信介首相政府的抗議，並說講座很少舉行，沒有什麼有價值的教育可言。相反的，他利用時間環遊世界，在五年內走訪近80個國家。1971年，他回到日本，正式退出東京大學，並回到鹿兒島。

## 政治生涯

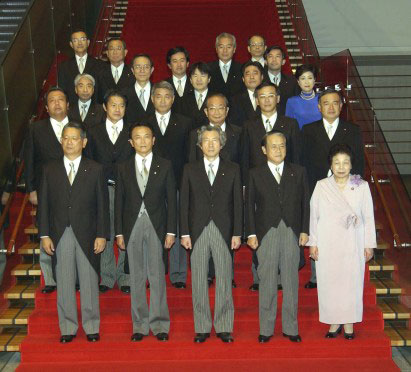
小泉內閣中的尾辻秀久，2004年9月27日。

尾辻秀久決心成為一名政治家，於1979年當選為鹿兒島縣議會議員。1986年，他在競選眾議院時落選，但在1989年被選為參議院議員。
1992年，他擔任管理和協調機構的議會副部長，1994年擔任沖繩發展機構的議會副部長，2001年擔任財政高級副部長。2004年，他被任命為首相小泉純一郎內閣的厚生勞動大臣，並擔任此職至2005年。
在2010年的參議院選舉中，尾辻秀久當選為參議院副議長。2012年12月，他辭職成為日本遺族會的會長，並擔任該職務至2014年。
2022年8月，尾辻秀久當選為參議院議長。
尾辻秀久隸屬於極右派組織日本會議。
尾辻秀久也是幾本書的作者，包括《非洲旅行日記》和《走向Bokemon世界》（ボッケモン世界を行く）。 「Bokemon」（ボッケモン）是日語鹿兒島方言中的一個詞，意思是「不顧一切的強大」。

## 外部連結
- 官方网站
- http://www.kantei.go.jp/foreign/koizumidaijin/040927/07otsuji_e.html （页面存档备份，存于）
- https://web.archive.org/web/20051031043150/http://otsuji.gr.jp/bokke.htm